# دیوید کاندا
دیوید کاندا (انگلیسی: David Caneda؛ زادهٔ ۳۰ ژانویهٔ ۱۹۷۰) بازیکن فوتبال اهل اسپانیا است.